# Aegolius funereus
El mochuelo boreal (Aegolius funereus), también conocido como lechuza de Tengmalm, es una especie de ave de la familia Strigidae que habita en el norte de Europa, los Alpes, áreas de los Balcanes y por los Pirineos. Se trata del búho de montaña por excelencia, y reside en bosques densos de coníferas. Nunca se aleja de las zonas de cría.

## Descripción
Es un búho pequeño midiendo entre 22 a 27 cm de longitud y 50 a 62 cm de envergadura, y con un peso de  100-200 g. Es de cabeza grande, sin mechones a los lados, y con dos líneas negras que le recorren los lados de la cara y van de la barbilla a la parte superior de los ojos, que son de iris amarillo. La parte del vientre es pálida con motas pardo claro; la parte dorsal es más oscura y con manchas blancas. Puede confundirse con el autillo (Otus scops) o con el mochuelo (Athene noctua) por su tamaño y silueta, pero ninguna de esas dos especies habita en bosque denso.
Como todas las especies de búhos, es activo de noche. Es muy difícil de ver por su comportamiento. El vuelo es rápido, corto y directo, con aleteos rápidos y algún que otro planeo. Caza ratas de agua, ratones y musarañas. Su voz es un áspero Quip o un canto de 5 a 8 silbidos, en ascenso y acelerados: pu-pu-po-po-po-po-po-po. Se puede oír a 3 km en las noches silenciosas. Su longevidad es de 10 años..

### Reproducción

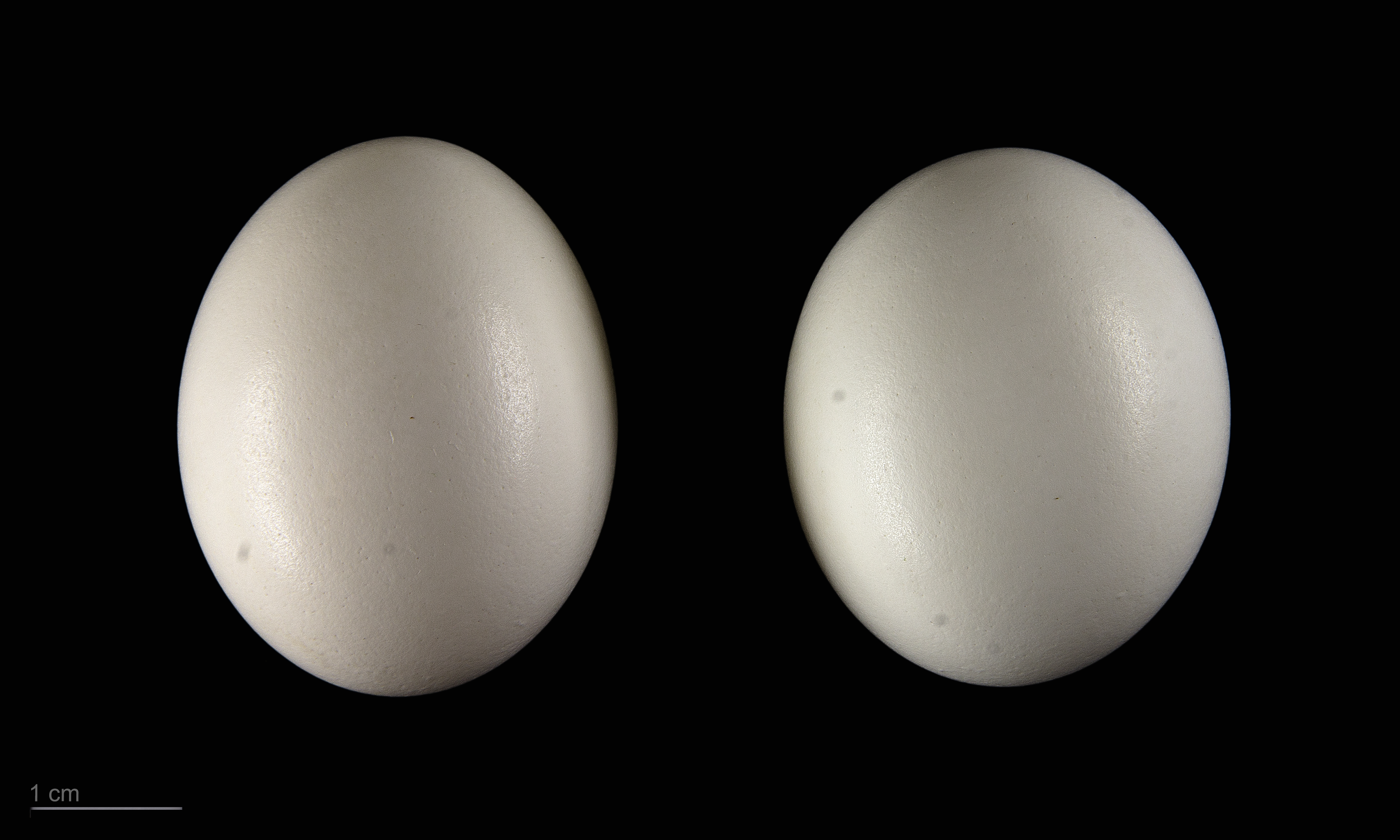
Aegolius funereus funereus - MHNT

Esta ave cría en densos bosques de coníferas de Norteamérica y Eurasia, así como en cotas altas de zonas montañosas como los Alpes y las Montañas Rocosas. Recientemente se descubrió una pequeña población en la parte oriental de Pirineos.
El nido es un agujero en un árbol sin tapizar o un nido abandonado de pájaro carpintero. También puede utilizar cajas nido colocadas para esta y otras especies de aves nocturnas. Pone de 1 a 10 huevos en una nidada de febrero a junio.

## Población en los Pirineos
En 1963 se descubrió su presencia en la vertiente francesa (Van der Vloet, 1964) y en 1984 se descubrió la especie en la vertiente española (Alamany y Ticó, 1989) ya que las citas de las que se disponían no eran muy fiables. Tres años más tarde en 1989 se pudo comprobar la existencia de 29-32 parejas. En el Pirineo catalán se encontraron 26-29 de ellas y 7 nidos. En Andorra tan solo se pudo encontrar un nido. En la vertiente francesa se constató la existencia de unas 38 parejas pero no se pudo detectar signos de reproducción. Tras observar el mal estado de algunos bosques, producto de la mala gestión forestal, se instalaron cajas nido que tras unos años se empezaron a utilizar con éxito.
En 2002 se detectó la presencia de 142 individuos en la vertiente española de los Pirineos, distribuidos de la siguiente manera: 5 en Navarra, 14 en Aragón y 123 en Cataluña.
En 2008 la cifra de territorios en los que han sido localizados en Aragón ascendió al medio centenar, gracias seguramente a la colocación de cajas nido y a una mejor prospección del territorio.